# 남영호 침몰 사고
남영호 침몰사고(南榮號沈沒事故)는 제주에서 부산으로 항해하던 남양상선 소속의 남영호가 1970년 12월 15일 거문도 동쪽 해상에서 침몰한 사고이다.
사고로 인한 인명 피해는 326명이었으며, 재산 피해는 선체와 화물가격을 포함해 1억 700만원에 달했다.

## 사고 경위
남영호
남영호는 남영해운 소속의 선박으로, 1967년 12월 경남조선회사에서 제작하였다. 길이 43m에 폭 7.2m, 362톤급이며, 1400마력에 15노트의 속력을 낼 수 있었다.
1968년 3월 5일 처음으로 부산과 제주 사이를 오가는 정기여객선으로서의 운항을 시작하였다. 승객 정원은 295명(1등 20명, 2등 38명, 3등 237명), 선원은 19명이었다. 사고 후의 조사에서 승객 정원은 321명, 적재 정량은 130톤으로 밝혀졌다.
침몰
사고가 발생한 1970년 12월 14일은 12일부터 제주 일원에 발효된 폭풍주의보가 해제된 직후였다. 남영호는 14일 17시 승객 158명과 화물 150톤을 싣고 출항하였고, 성산포에 기항하여 승객 98명을 더 태우고 21시 40분에 부산을 향해 출항하였으며, 15일 새벽 1시 25분에 제주(현재는 여수) 상백도 동쪽 25마일 해상에서 침몰, 실종되었다고 보도되었다. 하지만, 보도 내용과는 달리 실제 승객은 338명, 화물은 540톤을 넘었음이 이후의 조사로 밝혀졌다.

## 구조 및 인양
구조 신호 타전
남영호는 15일 1시 15분에 왼쪽으로 기울었고, 10분 만에 전복되었다. 남영호에서는 침몰 당시인 1시 20분부터 25분 사이에 비상주파수로 수 차례 구조신호(SOS)를 타전하였으나, 전달되지 않았다. 생존자들은 겨울 바다 위에서 뒤집힌 배에 매달렸고, 배가 가라앉자 빈 귤상자를 붙들었다. 생존자는 서로 흩어졌고, 5시 20분에 1명이 한국 어선인 희영호에 구조되었다. 희영호는 남영호가 침몰하고 생존자들이 표류중임을 전해 들었으나 구조작업을 하지도, 사고 사실을 알리지도 않았다고 보도되었다.
일본측의 구조 및 무선 연락
8시 45분, 일본 순시선 구사가끼는 고겡마루(興源丸)와 고아마루(興亞丸)의 두 어선으로부터 한국 선박이 침몰했고 4명을 구조했다는 무전을 받았다. 구사가끼에서는 9시에 한국 해경대에 이를 무선으로 연락하였다. 응답이 없자 구사가끼에서는 기타 큐우슈우의 해상보안본부에 한국 해경대에 연락할 것을 요청하였고, 해상보안본부에서는 12시 30분까지 부산과 제주의 한국 해경대에 무선으로 연락했으나 응답이 없었다. 14시에 구사가끼 순시선은 한국 승객 8명을 구출했음을 해상보안본부에 연락하였고, 14시 15분에 한국 해경대의 연락을 받았다. 일본 어선은 모두 8명을 구조하였다.
한국측의 구조
한국 해경은 12시 일본 교도통신의 보도가 있었지만 해경은 '연락을 받은 바 없다'는 입장을 되풀이했고, 일본 순시선 출동보다 네 시간 늦은 오후 1시에야 겨우 출동했다.
1시 50분경 항공기를 선두로 16시에 현장에 도착한 해안경찰대에서는 3명을 구조하였다. 일본 어선으로부터 인계된 8명과 한국 어선에 구조된 1명을 포함하여 생존자는 모두 12명이었다.
인양 작업
침몰 후 30시간이 지난 12월 16일 오전, 관계당국은 승객의 생존 가능성이 없다고 결론지었다. 당시의 기온은 영하권이었고, 선체가 89m 깊이의 바다에 가라앉아 인양 작업이 어려운 것으로 전해졌다.
12월 22일, 해사 관계자들은 한국과 일본의 기술로는 선체를 인양할 수 없다는 결론을 내렸다. 다만, 수면 위로 떠오르는 시신의 수색은 계속하기로 했다.
12월 24일 오전까지 모두 9구의 시신이 인양되었다.

## 원인 분석 및 논란

### 다양한 원인 추정
적재량을 초과한 과적, 항해 부주의, 긴급신호 발신 후 신속하지 못한 대처 등으로 피해가 컸던 전형적인 인재(人災)로 평가되기도 한다.
남영호의 선령은 2년으로 선체도 큰 편이었지만, 사고 당시 정원인 302명보다 36명 초과한 338명이 탑승하고 있었고 본격적인 감귤 수확철로 밀감, 배추 등 화물도 540t에 달했다. 이는 적재정량의 4배 가까이 되는 양이었다. 이 때문에 남영호는 성산포항을 떠난 시점에서 이미 좌현으로 10도가량 기울어져 있었다.
사고 현장이 급조류 수역임이 원인으로 지적되었고, 설계 잘못으로 선체의 복원력이 부족하여 1967년 7월에 상갑판의 일부를 떼어내었음이 밝혀지기도 하였다.
남영호가 침몰 시점으로부터 한 달도 채 되기 전인 1970년 11월 28일 제주 부근 해상에서 좌초되었었고, 침몰 직전인 12월 10일에는 보험에 가입, 보험을 담보로 대출을 받은 사실이 드러나기도 했다. 보험사인 영국의 로이드 사는 사고의 원인이 선주의 과실에 있다고 보고 보험금 지급을 거부하였다.
부산의 1천여 척 배의 선장 대표단은 사고의 원인을 선주의 혹사에 있다고 주장하면서 선주협회에 선장의 권한을 보장해 줄 것을 요구하였다. 선주가 여객과 화물의 과적을 지시해 왔다는 것이다.
해양 경찰의 부실한 대응의 원인으로 해경대 근무를 좌천으로 여기고 사명감 없이 근무하는 고질적인 풍조가 지적되기도 하였다.

### 경찰, 검찰, 국회의 조사
경찰 조사에서는 화물의 편중 적재, 기관 고장, 선장이 승선하지 않았음을 사고의 원인으로 설명하였다. 짐을 편중하여 쌓아 배가 출항시부터 기울어져 있었고, 기관 고장 후 표류하다 사고가 발생하였다는 것이다. 침몰한 남영호의 선장은 조타수로 등록되어 있었다.
검찰은 과적을 사고의 원인으로 결론지었다.
1970년 12월 28일, 국회 남영호 침몰사건 진상조사 특별위원회는 2일간의 조사에서, 승객 명부에 등재되지 않은 79명의 승객이 있었고, 과적이 상습적으로 묵인되어 왔으며, 시정 요청이 있었으나 조치되지 않았음을 들어 당국의 감독 소홀로 인한 초과 승선과 과적을 사고의 원인으로 결론지었다.

### 수신 논란
침몰시각인 15일 1시 20분경 남영호에서 타전한 구조신호는 일본 기타큐슈에서도 수신이 가능하였다. 여수 어업무선국에서는 비상주파수로 남영호의 구조신호를 수신하였으나 무시되었고, 다른 지방 무선국에서는 해당 신호를 포착하지 못했다. 14일 새벽부터 사고 해역에서 가까운 욕지도에서는 대한민국 해군의 함정들이 훈련 중이었으나, 이들도 국제조난주파수로 타전된 구조신호를 포착하지 못했다.
일본의 해상본부에서는 15일 9시 16분부터 12시 30분까지 긴급 사태가 발생하였음을 한국 해경에 타전하였고, 해경은 10시 16분과 11시 39분에 수신하였다고 해명하였다.

## 사후 처리
대책본부에서는 12월 16일, 침몰로 인한 피해는 연말 대목에 물건을 사기 위한 현금만 해도 1억원이 넘을 것이며, 화주와 선박 피해를 합쳐 2억여 원이 될 것으로 추산하였다. 화물 피해는 8천 3백만여 원으로 검찰에서 조사되었다.
장관 사의 표명
1971년 12월 18일, 남영호 침몰 사고에 대한 책임으로 박경원 내무부 장관과 백선엽 교통부 장관이 국무총리에 사의를 표명하였다.
유가족에 대한 보상
12월 20일 오전, 남영호의 선주는 남은 재산 8천여만 원을 보상비로 내놓겠다고 제안하였다.
12월 28일, 남영호조난수습대책본부는 사망자에 대한 보상금을 1인당 69만여 원으로 결정, 유족들에 지급하였다. 일부 유족은 보상금이 적어 수령을 거부하였다.
1970년 12월 30일, 제주도 출신 서울대 학생들이 법대 교정에 모여 관계당국의 철저한 책임 규명과 유족 보상을 요구하는 성명서를 발표하였다.
재판
1971년 6월 8일 부산지방법원에서 열린 재판에서 선장은 금고 3년, 선주는 금고 6개월에 벌금 3만 원, 통신장은 벌금 1만 원이 선고되었고, 삼우운수 영업 과장, 영업과 직원, 부산지방해운국 부두관리사무소 직원, 해경 통신과 직원은 무죄가 선고되었다. 1972년 2월 16일 대법원에서 열린 상고심에서는 선장에 항소심에서 선고된 금고 2년 6개월의 형을 확정하였다.

## 사회적 여파
제도
12월 15일 여객선 운항관리제도가 도입됐다.
가요
반야월 작사 송운선 작곡으로 기존의 노래를 개사하여 은방울 자매가 부른 가요 〈밤항구 연락선〉이 발표되었으나, 박정희 대통령이 ‘쌍고동에 허공 실어 침몰된 남영호야’라는 가사가 국가 위신을 훼손한다는 이유로 금지곡으로 할 것을 명령해서 지정되었다.

## 같이 보기
- 대한민국의 침몰 사고 목록

## 참고 자료
- <경남 60년 30대뉴스 (12) 남영호 침몰> 《경남신문》 2006. 02. 28